# Штулич, Бранимир
Бранимир «Джонни» Штулич (хорв. Branimir Štulić, серб. Бранимир Штулић; род. 11 апреля 1953, Скопье) — югославский рок-музыкант, бывший вокалист, гитарист и автор многих текстов загребской рок-группы Azra.
Известен своим харизматичным поведением во время концертов и воодушевляющими песнями, в которых чаще всего сочетается рок-поэзия и социальный подтекст.

## Биография
Бранимир Штулич родился в городе Скопье, столице СР Македонии, где проходил службу его отец, бывший офицером Югославской Народной Армии.
Овладел гитарой с первого класса. Некоторое время учился на философском факультете в Загребском университете, но оставил учёбу. В начале 1970-х годов основал группу Balkan Sevdah band, с которой он исполнял кавер-версии песен The Beatles, народные песни, а также свои первые собственные композиции. Играли на акустической гитаре. Впоследствии под влиянием панка и новой волны Штулич изменил звучание, начав пользоваться электрической гитарой. В 1977 году сформировал новую группу под названием Azra.
Первый одноимённый альбом Азры вышел в 1980 году и считается одним из самых успешных дебютов в истории рока Югославии. Штулич, вместе с Азрой и сольно, записал 16 альбомов, многие из которых разошлись тиражом более ста тысяч экземпляров, а общее количество проданных альбомов превысило несколько миллионов экземпляров. С начала 1990-х годов живёт в Нидерландах, откуда ведёт судебные тяжбы со своими бывшими издателями.
В двухтысячные годы в Хорватии сформировался иронический псевдо-мессианский мем, утверждающий, что возвращение Джонни на родину ознаменует конец трагического периода, связанного с распадом бывшей Югославии. В разных городах бывшей Югославии можно встретить граффити «Джонни, вернись!» (хорв. Džoni, vrati se!).    

## Дискография
Azra
- Azra — (Jugoton, 1980)
- Sunčana strana ulice (The Sunny side of the street) — (Double — Jugoton, 1981)
- Ravno do dna (Straight to the bottom) — (Triple Live — Jugoton, 1982)
- Filigranski pločnici (The Filigree Sidewalks) — (Double — Jugoton, 1982)
- Kad fazani lete (When pheasants fly) — (Jugoton, 1983)
- Krivo srastanje (The Mistaken Sublimation) — (Jugoton, 1984)
- It Ain't Like the Movies At All — (Triple — Diskoton, 1986)
- Između krajnosti (In Between Extremes) — (Jugoton, 1987)
- Zadovoljština (Satisfaction) — (Quadruple Live, 1988)

Сольные альбомы
- 1989. Balkanska rapsodija (Jugoton)
- 1990. Balegari ne vjeruju sreći (Jugoton)
- 1991. Sevdah za Paulu Horvat (Komuna1995.)
- 1995. Anali (Komuna)
- 1997. Blase (Hi Fi Centar)
- 2010. Ne pokaži da si ufitiljio (Plato)[5]